# Nanochromis
Genre
Le genre Nanochromis regroupe plusieurs espèces de poissons de la famille des Cichlidae. Ces espèces sont principalement localisées en Afrique de l'Ouest.

## Liste des espèces
Selon FishBase (25 janv. 2017) :
- Nanochromis consortus Roberts et Stewart, 1976
- Nanochromis minor Roberts et Stewart, 1976
- Nanochromis nudiceps (Boulenger, 1899)
- Nanochromis parilus Roberts et Stewart, 1976
- Nanochromis splendens Roberts et Stewart, 1976
- Nanochromis teugelsi Lamboj et Schelly, 2006
- Nanochromis transvestitus Stewart et Roberts, 1984
- Nanochromis wickleri Schliewen et Stiassny, 2006

Selon ITIS (25 janv. 2017) :
- Nanochromis consortus Roberts & Stewart, 1976
- Nanochromis dimidiatus (Pellegrin, 1900)
- Nanochromis minor Roberts & Stewart, 1976
- Nanochromis nudiceps (Boulenger, 1899)
- Nanochromis parilus Roberts & Stewart, 1976
- Nanochromis splendens Roberts & Stewart, 1976
- Nanochromis squamiceps (Boulenger, 1902)
- Nanochromis transvestitus Stewart & Roberts, 1984